# 핼 데이비드

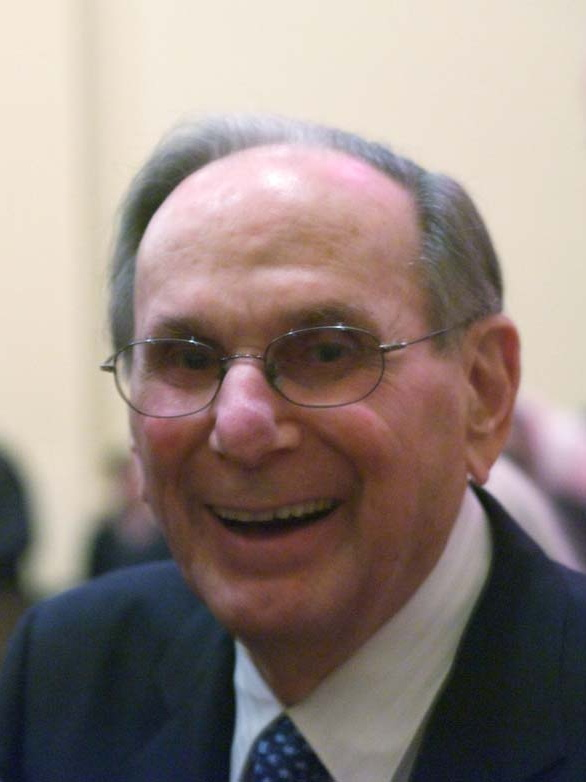

핼 데이비드(Hal David, 1921년 5월 25일~2012년 9월 1일)는 미국의 작사가이다. 브루클린에서 자랐다. 《내일을 향해 쏴라》 (1969)의 주제곡 〈Raindrops Keep Fallin' on My Head〉을 작사하여, 작곡가 버트 배커랙과 함께 제42회 아카데미상 주제가상을 수상하였다.
2012년 뇌졸중 합병증으로 사망했다.